# Século XXXIV a.C.
Século XXXV a.C. - Século XXXIV a.C. - Século XXXIII a.C.
Inicia no primeiro dia do ano 3400 a.C. e termina no último dia do ano 3301 a.C.

## Eventos
- Vida e morte de Ötzi o Homem da Neve, uma múmia descoberta nos Alpes entre a Austria e a Itália em 1991.
- Primeiro uso do arado.

## Culturas

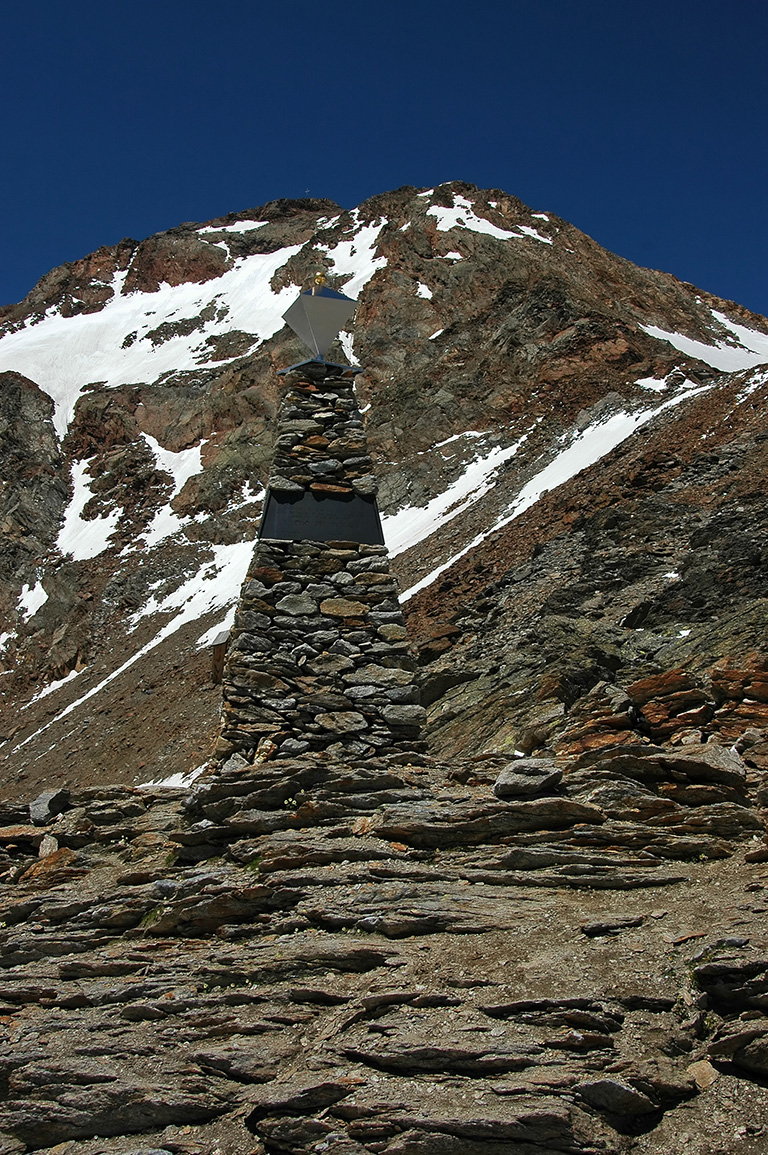
Memorial de Ötzi o Homem da Neve

- Cultura Funnelbeaker na Escandinávia.
- Estágio IIIa2 da Cultura de Nacada no Egito.
- Civilização Minoica em Creta
- Formas de escrita cuneiforme arcaica surgem no final do Período Uruk.